# نابنط أبيض الحواف
نابنط أبيض الحواف (الاسم العلمي:Nepenthes albomarginata) هو نوع غير مؤكد من النباتات يتبع جنس النابنط من الفصيلة النابنطية.